# Stylosanthes grandifolia
Stylosanthes grandifolia là một loài thực vật có hoa trong họ Đậu. Loài này được M.B.Ferreira & Sousa Costa miêu tả khoa học đầu tiên.